# Châteauneuf-de-Gadagne
Châteauneuf-de-Gadagne é uma comuna francesa na região administrativa da Provença-Alpes-Costa Azul, no departamento de Vaucluse. Estende-se por uma área de 13,48 km². Em 2010 a comuna tinha 3 402 habitantes (densidade: 252,4 hab./km²).